# 佐藤正一郎
佐藤 正一郎（さとう しょういちろう、1953年2月25日 - ）は、日本の政治家。秋田県議会議員（4期）、元羽後町長（3期）、元羽後町議会議員（3期）。秋田県羽後町出身。秋田県立大曲農業高等学校卒業。

## 経歴
27歳で羽後町議会議員選挙に立候補し、初当選（3期11年）。三度目の町長選出馬となった42歳で、羽後町長に就任。
3期にわたって町長を務め、地域活性化や財政再建に積極的に取り組んだ。秋田県知事選挙に2度立候補するがいずれも落選（町長の3期目は知事選出馬のため途中辞職）。
2013年に行われた、秋田県議会議員の湯沢市・雄勝郡選挙区の補欠選挙に出馬し、初当選。2015年、2019年の本選挙では無投票で再選、2023年の選挙で最多得票で再選され、現在4期目となる。

## その他
- 東京の高層ビル街でトラクターを走らせた「嫁来いトラクターデモ」や、西馬音内盆踊りの海外公演などにも関わった。
- 羽後町出身の演歌歌手岩本公水のファン。
- 町長任期中に、秋田県内ではいち早く市町村合併には参加しないことを表明した。
- ブログでは様々な分野の文化・芸術に関心を見せており、県内の若手音楽家や芸術家とも交流を図っている。